# Eugène Mage
Eugene Abdon Mage (París, 30 de julio de 1837 - Ouessant, desaparecido en el mar frente a las costas de Bretaña durante la noche del 18 al 19 de diciembre de 1869) fue un oficial naval y explorador francés.

## Biografía

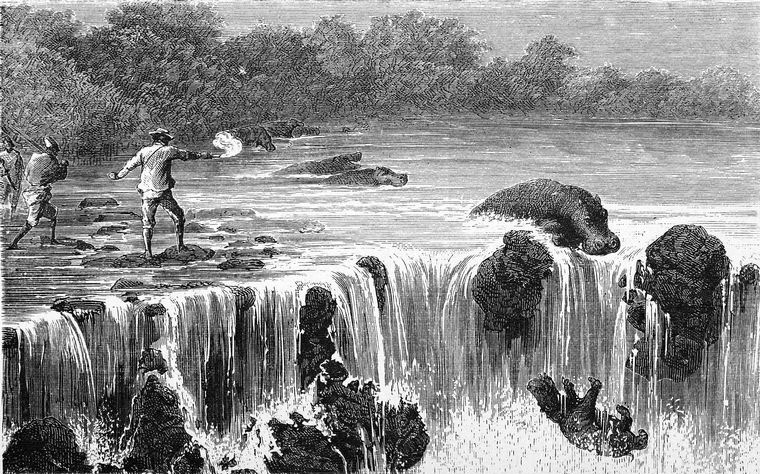
Cascadas del río Senegal en la región de Bambuque

Fue hijo de Abdon-Jean-René Mage, director de una escuela secundaria privada, y Henriette Cattant. En octubre de 1850, ingresó en la Academia Naval de Francia y se graduó como guardiamarina en agosto de 1852. Posteriormente, sirvió en varios barcos y visitó las Antillas, Sudamérica y el Pacífico.
En 1856, Mage fue enviado al África Occidental, donde sirvió hasta 1858 como parte de la misión para combatir el comercio ilegal, participando en la vigilancia de las costas del Golfo de Guinea. En 1859, llegó a Senegal y, siguiendo instrucciones del gobernador Louis Faidherbe, emprendió una primera misión de reconocimiento por el curso superior del río Senegal, el norte de Senegal y la región de Tagant (en la actual Mauritania), pero tuvo que abandonar en 1860, antes de completar otro de los objetivos de la misión, reconocer las rutas comerciales que llegaban hasta la la ciudad de Tiyikya.
En 1862, Mage fue asignado al Depósito de Mapas y Planos de la Armada y trabajó en la elaboración de mapas de Senegal y del río Falémé. En 1863, regresó a Senegal y realizó numerosas expediciones al norte del territorio, por los ríos Salum y Sine hacia Gambia. En 1864, el gobernador Faidherbe, con el objetivo de encontrar la ruta más corta entre las cuencas del río Senegal y el río Níger, envió una expedición dirigida por Mage que atravesó Bafoulabé, Kita , Nioro y Diangounté Camara, en el oeste de Mali. Llegaron a la ciudad de Ségú en febrero de 1864, en la que permanecieron hasta mayo de 1866, consiguiendo mucha información geográfica. En junio de 1866 regresaron a Saint Louis. Mage realizó la primera descripción detallada del imperio Tuculor de Segú en su obra Voyage dans le Soudan occidental (Sénégambie-Niger), publicada en 1868.  
Mage sirvió nuevamente en el Depósito de Cartas Navales, completó el mapa general del oeste de Sudán y recibió la medalla de oro de la Sociedad de Geografía de París en 1867. En febrero de 1868, recibió el mando de la corbeta La Gorgone, con la que patrulló la costa de la península Ibérica y luego regresó a Cherburgo. Durante la noche del 18 al 19 de diciembre de 1869, al intentar rodear la península de Bretaña, el barco naufragó cerca de la punta Saint-Mathieu, al sur de Ouessant. Los noventa y tres tripulantes se ahogaron y el cuerpo de Mage nunca fue recuperado.
Julio Verne, amigo de Mage, escribió a su padre el 27 de diciembre de 1869: «¡Qué desastre el de la Gorgona en los arrecifes de Ouessant! Conocía personalmente y muy bien al teniente Mage, quien estaba al mando. Había cenado en mi casa varias veces con su esposa».